# Лімфостаз
Лімфостаз, лімфедема (ЛС) — патологічний стан скупчення багатої на білок рідини в інтерстиціальному просторі, що має клінічні прояви у вигляді набряку тканин та ознак трофічних порушень на шкірі та підшкірній жировій клітковині. Причиною лімфостазу є некоректне функціонування лімфатичної системи, що веде до порушення відтоку лімфи. Хвороба найчастіше вражає нижні та верхні кінцівки, хоча трапляються випадки вісцеральних лімфатичних порушень. При регіональному лімфостазі пацієнта може турбувати набряклість кінцівок, відчуття важкості, ущільнення тканин, потовщення ніг або рук, виразки, тріщини епідермісу, обмежена рухливість суглобів тощо. Генералізована форма лімфостазу є несумісною з життям.
ЛС — патологічний стан, достатньо широко поширений у людській популяції. За даними ВООЗ, на лімфостаз у світі страждають близько 140 млн людей. Соціальну значність проблеми ЛС обумовлює переважання серед пацієнтів осіб працездатного віку. Неадекватність або неефективність призначеної пацієнту терапії призводять до прогресування хвороби, що значно погіршує якість життя людини та може вести до її інвалідизації.

## Класифікація
Залежно від причин виділяють лімфостаз первинний і вторинний.
У першому випадку патологія є вже на момент народження і формується через збій внутрішньоутробного розвитку лімфатичної системи. Як наслідок можуть виникнути такі аномалії розвитку судин:
- гіпоплазія — їхня недорозвиненість, через яку формується лімфостаз кінцівок;
- агенезія — повна відсутність;
- обструкція — закупорення;
- неспроможність клапанів.

Первинний ЛС — вроджений анатомічний дефект лімфатичної системи. Прояви патології можуть з'являтися у дитячому віці, а з підліткового — підсилюватися. Зазвичай вроджену форму ЛС виявляють протягом перших двох років життя. Дівчатка хворіють на вроджений ЛС значно частіше, ніж хлопчики.
Вторинний ЛС трапляється набагато частіше, ніж первинний. Є набутим і виникає на тлі запальних захворювань, внаслідок травм та хірургічних процедур, променевої терапії, а також розриву або обструкції лімфатичних шляхів унаслідок патологічного процесу. Вторинний ЛС може виникнути у будь-якому віці. Може проявлятися двобічно, але найчастіше його виявляють з боку однієї кінцівки. Найбільш яскраво виражений, якщо утруднення відтоку лімфи поєднується з порушенням венозного відтоку.
Також ЛС класифікують за стадіями розвитку:
- перша — зовнішніх проявів лімфостазу немає або вони тимчасові та малопомітні;
- друга — спостерігається невиражена перехідна набряклість тканин зі збільшенням розміру окружності кінцівки до 2 см, яка зникає після нічного сну та відпочинку
- третя — набряклість є стійкою та незворотною, збільшення розміру окружності кінцівки до 5 см;
- четверта — розвивається масивний набряк тканин та виражена асиметрія у вигляді слоновості.

## Причини
Найчастішою причиною лімфостазу у світі є філяріоз (близько 90 млн хворих за даними ВООЗ), спричинений паразитом Wucherereia buncrofti, який дуже поширений у країнах Азії та Латинської Америки.
Порушення лімфообігу, що обумовлене застоєм лімфи в тканинах, може виникати при серцевій недостатності, дисфункції нирок і гіпопротеїнемії. Іноді лімфостаз розвивається при хронічній венозній недостатності, післятромбофлебітичному синдромі і варикозному розширенні вен. Лімфостаз може виникати на тлі вроджених дефектів лімфатичної системи, порушення прохідності лімфатичних судин, зумовленому їхнім ушкодженням, стисканні новоутвореннями або запальними інфільтратами, що порушує відтік лімфи. Спричинити виникнення лімфостазу здатні рак простати, лімфома, видалення лімфовузлів вузлів, а також інтенсивна променева терапія області регіонарного лімфовідтоку. Головним ускладненням розширеної мастектомії, спричиненої лікуванням раку молочної залози, є лімфостаз верхньої кінцівки. Виникнення недуги може спостерігатися у випадку паразитарних інфекцій або рецидивуючого стрептококового лімфангіту.

## Симптоми
Клінічно безсимптомний період може тривати достатньо довго. Зовнішні прояви лімфостазу розвиваються, коли виснажуються компенсаторні можливості організму.
Вже на першій стадії розпізнати захворювання досить легко. Як правило, у пацієнтів виникають систематичні набряки кінцівок в кінці дня, які зникають до ранку без лікування. Набряклість збільшується, якщо є фізичні навантаження, або після тривалого перебування на ногах.
Однак на ранніх стадіях перебігу диференціація ЛС від набряків іншого генезу може викликати складнощі.
Для більшості пацієнтів з постійними та вираженими проявами лімфатичного набряку характерні клінічні прояви, які полегшують діагностику:
- набряк, наявність якого підтверджує утворення ямки при натисканні (глибша в разі швидкого розповсюдження набряку і менш глибока при хронічному перебігу);
- натягнутість шкіри, її ущільнення
- неможливість зібрати шкіру у складку на тилі II пальця стопи (симптом Стеммера);
- тріщини з лімфореєю різного ступеня вираженості;
- біль, печіння, свербіж, відчуття розпирання і дискомфорту у кінцівці.

Відсутність лікування лімфостазу призводить до порушення мікроциркуляції в навколишніх тканинах, розвитку фіброзу і появи трофічних виразок. Схильність до рецидивної інфекції м'яких тканин є однією з найсерйозніших проблем, пов'язаних з довготривалим лімфостазом. Рецидивуюча інфекція спричиняє прогресуюче ушкодження лімфатичних капілярів, погіршення стану шкіри, наростання набряку.

## Лікування
Показано проведення процедур апаратної пневмокомпресії, бандажування кінцівок, ручного лімфодренажного масажу, аплікацій дренажного кінезіотейпування. Після інтенсивного лікування пацієнт має носити індивідуально підібраний компресійний трикотаж.
З усього комплексу консервативної терапії лімфатичних набряків одним з найефективніших визнається метод пневматичної компресії, лікувальний ефект якого базується на підвищенні тиску у тканинах, яке забезпечує очікуваний результат — підсилення лімфо-венозного відтоку.
Метод бандажування на сьогодні використовує спеціальні бинти для цієї процедури (нееластичні бинти різного розміру), які використовують пошарово і які входять до складу лімфодемічної компресійної пов'язки (LCB), також відомої як багатошарова і багатокомпонентна система бинтування при лімфостазі, рекомендованої Міжнародною асоціацією лімфостазів (ILF) для лікування і профілактики лімфатичного набряку різного походження.
Компресійний одяг — це спеціальні еластичні контурні вироби, спрямовані на створення необхідного лікувального тиску і коректного розподілу по поверхні тіла. Компресійний одяг не тільки має бути коректно підібраний, важливим є також правильне його одягання та вчасне змінювання.
З медикаментозних засобів пацієнтові призначають флеботоніки, що володіють лімфотропною дією, імуностимулятори, ангіопротектори і ферменти. При виникненні трофічних виразок або екземи показано місцеве лікування.
В особливо важких випадках при недостатній ефективності консервативної терапії проводять хірургічне лікування, хоча воно більшою мірою є не радикальним, а паліативним, і не усуває потреби у продовженні всіх консервативних методів лікування.